# بالون (فیلم)
بالون (انگلیسی: Balloon) یک فیلم است که در سال ۱۹۸۲ منتشر شد.